# روسکو لوکوود
روسکو لوکوود (انگلیسی: Roscoe Lockwood؛ ۲۲ نوامبر ۱۸۷۵ – ۲۴ نوامبر ۱۹۶۰) قایقران روئینگ اهل ایالات متحده آمریکا بود.